# Michail Skobelev

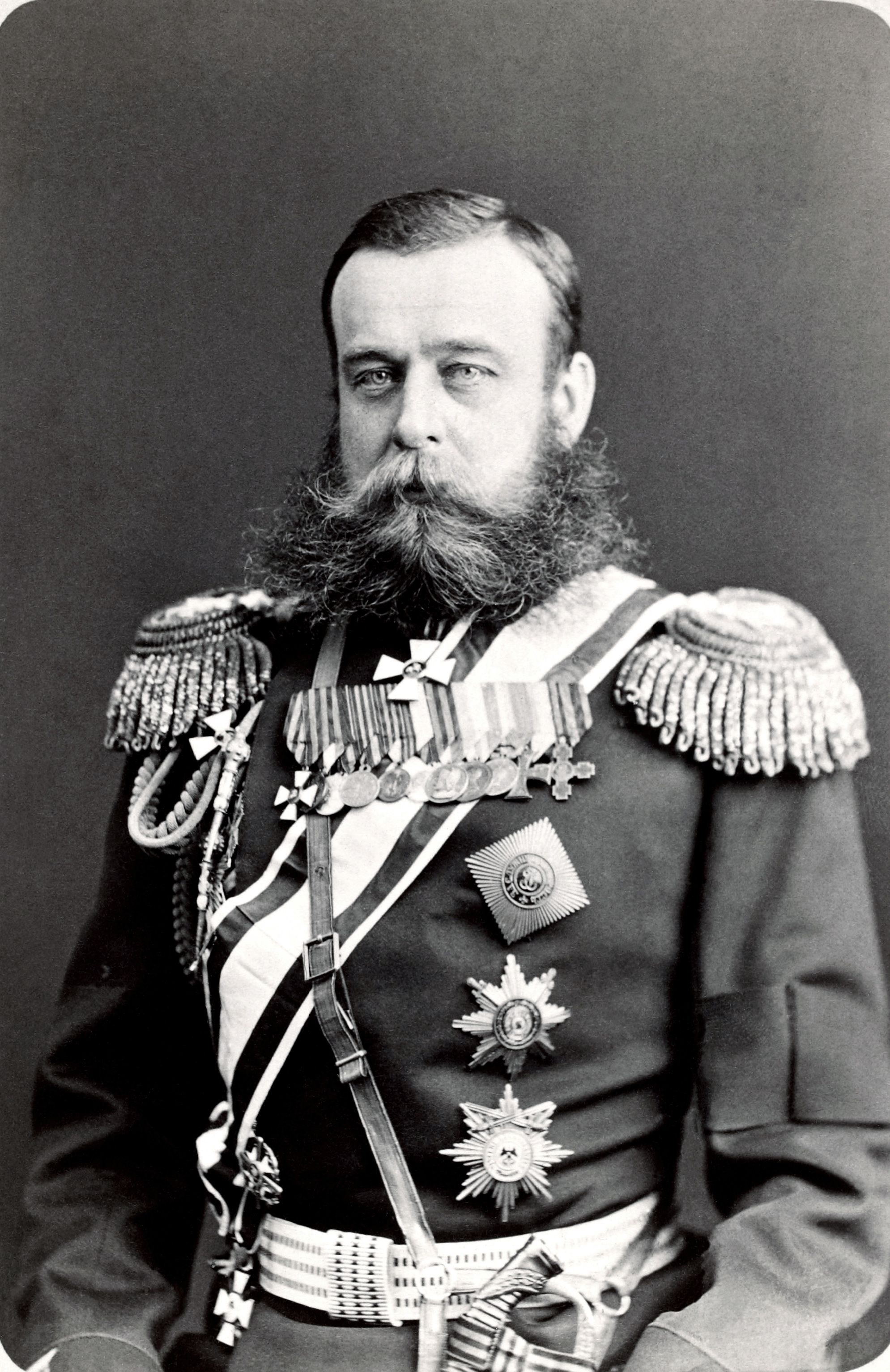
Mikhail Skobelev

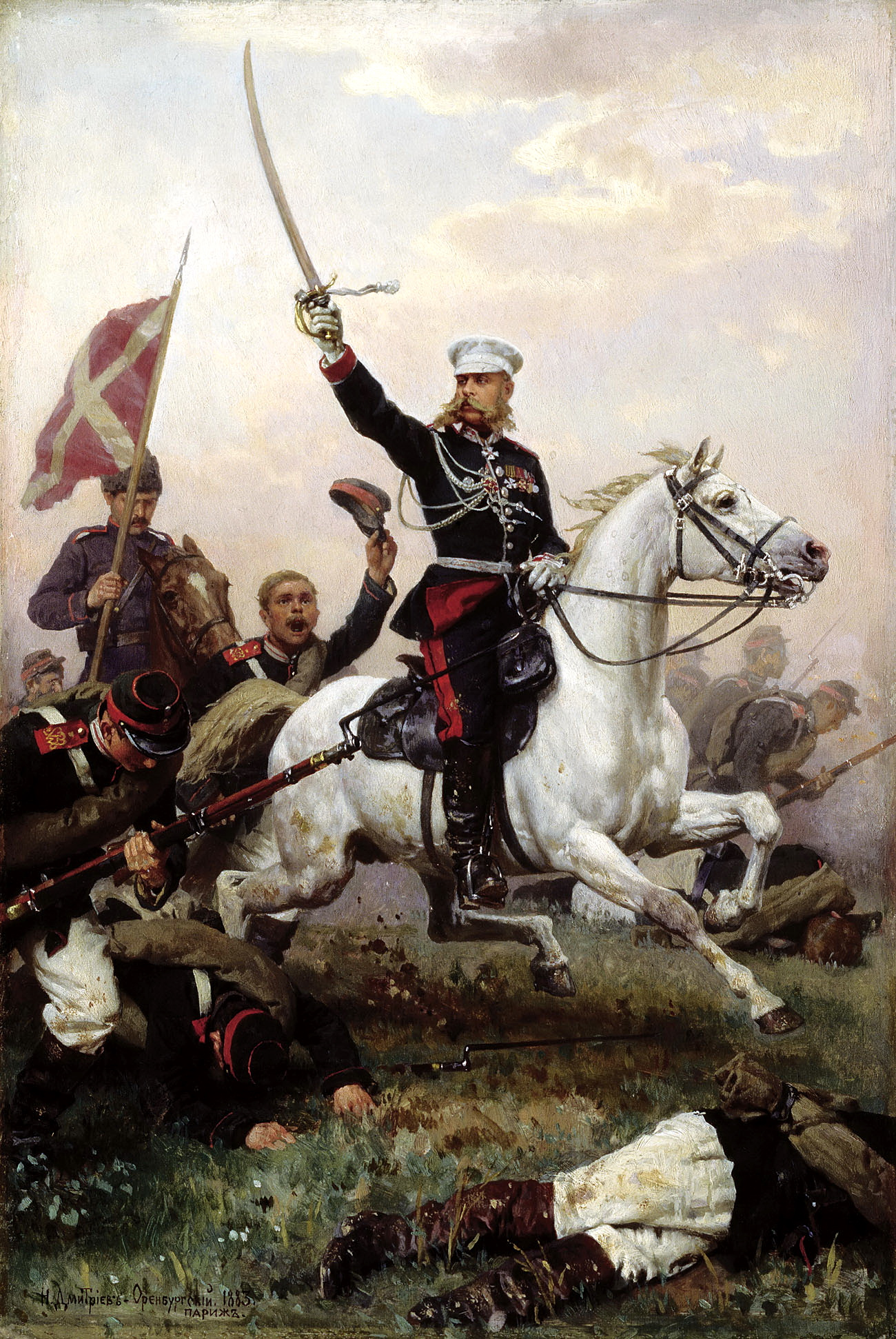
Skobelev aan het hoofd van zijn troepen in de Russisch-Turkse oorlog van 1877-1878

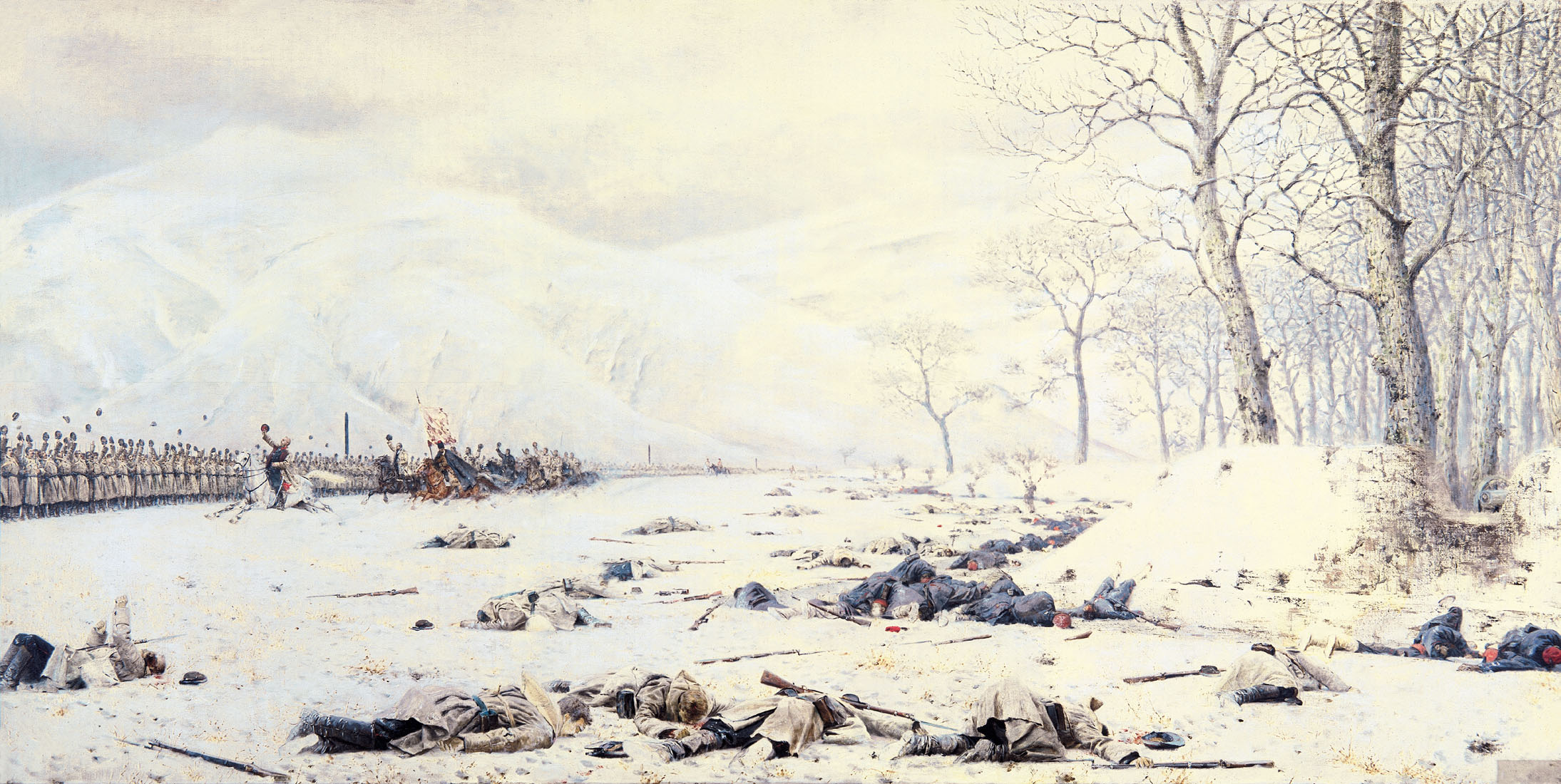
Skobelev voert zijn troepen aan in de slag bij Shipka.

Michail Dmitrievitsj Skobelev (Russisch: Михаил Дмитриевич Скобелев) (Sint-Petersburg, 17 september 1843 - Moskou, 25 juni 1882) was een Russische generaal, die vooral beroemd is geworden om zijn rol in de verovering van Centraal Azië en de Russisch-Turkse oorlog van 1877-1878. Omdat hij in een wit uniform gekleed ging en op een wit paard reed, werd hij door zijn soldaten de "Witte Generaal" genoemd. 
Skobelev werd geboren in de omgeving van Sint-Petersburg. Nadat hij de officiersopleiding had afgerond, werd hij in 1868 naar Turkestan gestuurd. Onder het commando van generaal Konstantin von Kaufman veroverde hij het Kanaat van Kokand en werd hij benoemd tot de eerste gouverneur van de Vallei van Fergana. 
In de Russisch-Turkse oorlog van 1877-1878 had hij de leiding over een brigade van kozakken, die een belangrijke rol speelden in de verschillende veldslagen bij de Bulgaarse stad Pleven, waar de Turkse bevelhebber Osman Pasja zich moest overgeven. Kort na het einde van de gevechten vernoemden de Bulgaren een park in Pleven naar Skobelev. In 1882 stierf hij plotseling aan een hartaanval op 39-jarige leeftijd te Moskou. Na zijn dood werd de stad Fergana naar hem vernoemd; na de Russische revolutie werd de stad weer Fergana genoemd. 
Skobelevs rol in de slag bij Pleven werd door Boris Akoenin gebruikt in zijn Erast Fandorin romans Turks Gambiet en De dood van Achilles, waar Skobelev wordt opgevoerd onder de naam Sobolev. In de verfilming van Turks Gambiet speelt Sobolev ook een rol.